# Gudrun Ensslin
Gudrun Ensslin, née le 15 août 1940 à Bartholomä et morte le 18 octobre 1977 à Stuttgart, est une militante allemande cofondatrice avec Andreas Baader de la RAF.

## Biographie

### Jeunesse
Ensslin est née dans le village de Bartholomä en Bade-Wurtemberg, en Allemagne. Son père, Helmut Ensslin, est un célèbre pasteur de l'Église protestante en Allemagne (EKD). 
Elle est une descendante du philosophe allemand Georg Wilhelm Friedrich Hegel (1770-1831).
À l'âge de 18 ans, elle passe une année aux États-Unis dans une école secondaire de Pennsylvanie. Par la suite, elle reçoit une bourse de la Studienstiftung des deutschen Volkes. En étudiant la philosophie, elle rencontre Bernward Vesper, qui devient son compagnon. En 1963, ils fondent une petite maison d'édition « Studio für neue Literatur » (Studio pour de la nouvelle littérature). En 1965, Gudrun et Bernward partent vivre à Berlin-Ouest, où elle travaille sur un doctorat à l'université libre de Berlin. C'est aussi à cette période que Gudrun va se passionner pour la politique de gauche, elle assiste à une manifestation avec son conjoint contre les armes nucléaires et la présence de bases militaires américaines.
Deux ans plus tard, en 1967, elle met au monde un petit garçon prénommé Felix Robert. C'est aussi la date qui marquera la fin de sa relation avec Vesper. En mai, Ensslin participe à des actions politiques de protestation contre le Chah d'Iran, Mohammad Reza Pahlavi. C'est durant cette période qu'elle se lie avec Andreas Baader.
En 1968, Gudrun Ensslin et Andreas Baader sont condamnés à trois ans de prison pour l'incendie du grand magasin Kaufhaus Schneider à Francfort-sur-le-Main. Puis, en septembre, ils disparaissent à Paris, où Jean-Marcel Bouguereau, journaliste aux Cahiers de Mai, héberge Gudrun Ensslin , sur les recommandations de Daniel Cohn-Bendit, dans l'appartement parisien de Régis Debray, alors incarcéré en Bolivie, et leur fait rencontrer Serge July. Plus tard, Baader part en Italie.

### Sa participation à la RAF
En mai 1970, Gudrun Ensslin et Ulrike Meinhof font évader Andreas Baader qui avait été de nouveau arrêté. Cet évènement constitue l'acte de naissance du groupe Baader-Meinhof, qui prend la dénomination de Fraction armée rouge.
Elle passe l'été 1970 avec les principaux dirigeants de la RAF dans un camp du Fatah en Jordanie où elle est formée à la lutte armée. De retour en Allemagne, elle vit dans la clandestinité et participe à des attaques de banque.
En juin 1972, Gudrun Ensslin est arrêtée à Hambourg à la suite d'une série d'attentats à la bombe perpétrés en mai contre des bâtiments militaires américains établis en Allemagne, des postes de police et l'imprimerie des journaux du groupe Springer.
Début novembre 1974, alors qu'elle-même et les autres membres emprisonnés de la fraction armée rouge sont en grève de la faim, elle apprend que Holger Meins est moribond. Elle envoie clandestinement un message à Holger Meins afin de l'encourager à continuer coûte que coûte à refuser de s'alimenter. Ce dernier décède le 7 novembre 1974.
En mai 1975, le procès contre Andreas Baader, Ulrike Meinhof, Jan-Carl Raspe et Gudrun Ensslin est ouvert. Baader, Ensslin et Raspe sont condamnés, en avril 1977, à une peine de prison à perpétuité, Meinhof s'étant suicidée en mai 1976.

### Mort

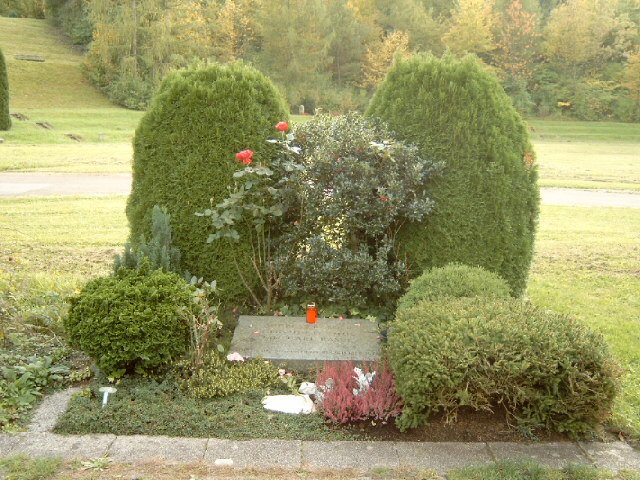
Pierre tombale de Andreas Baader, Jan-Carl Raspe et Gudrun Ensslin.

Andreas Baader, Gudrun Ensslin, Jan-Carl Raspe et Irmgard Möller sont maintenus en détention à la prison de Stuttgart-Stammheim (en). Après l'échec de plusieurs tentatives de libération des membres de la Fraction armée rouge par la 2e génération de la Rote Armee Fraktion, les condamnés sont retrouvés morts le matin du 18 octobre 1977 dans leurs cellules. Seule Irmgard Möller est encore en vie. Le rapport officiel conclut à un suicide collectif.

## Cinéma
- Qui, à part nous (Wer wenn nicht wir) est un film d'Andres Veiel sur Bernward Vesper et Gudrun Ensslin. Ce film a reçu le Prix Alfred-Bauer à la Berlinale 2011.
- Le film Les Années de plomb de Margarethe von Trotta, sortie en 1981, est inspiré de la vie de Gudrun Ensslin et de sa sœur.
- La Bande à Baader (Der Baader Meinhof Komplex), sorti en 2008 et réalisé par Uli Edel. C'est un film historique retraçant les années de plomb et surtout la RAF. Gudrun Esslin est jouée par Johanna Wokalek
- Stammheim, de Reinhardt Hauff (1986). Reconstitue le procès de Baader, Meinhof, Raspe et Ensslin.